# Villa rustica (Rudston)

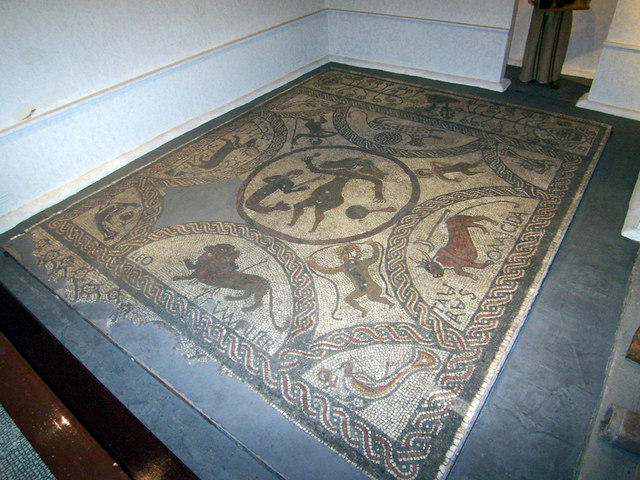
Das Venusmosaik aus der Villa von Rudston

Die Villa Rustica von Rudston ist ein römischer Gutshof (Villa rustica) auf der Gemarkung der Gemeinde Rudston in der englischen Grafschaft Yorkshire.
Die Villa wurde vielleicht schon 1839 entdeckt, als auf Feldern in dieser Gegend ein Mosaik gefunden wurde. Diese Entdeckung ist jedoch nicht gut dokumentiert, so dass die Möglichkeit besteht, dass das Mosaik von einer anderen Villa stammt. 1933 wurden von einem Bauern drei Mosaiken entdeckt und freigelegt. Er errichtete für eines der gefundenen Mosaiken, das eine Venus zeigt, eine Hütte. 1934 und 1935 wurde die Villa systematisch ausgegraben. Es wurde ein Schutzbau errichtet, doch wurde 1957 entschieden, die Mosaiken zu heben und in ein Museum zu bringen, da sie trotz Schutzbau stark litten. 1962 wurden die Mosaiken in das Hull and East Riding Museum gebracht. Bei dieser Gelegenheit gab es weitere Ausgrabungen.
Die Anlage der Villa bestand aus verschiedenen Bauten, die teilweise schon im 1. Jahrhundert n. Chr. errichtet wurden. Das Hauptgebäude stammt jedoch aus der Zeit der Wende vom 3. zum 4. Jahrhundert n. Chr. Es handelt sich um ein einfaches Gebäude mit einem Portikus an der Ostseite und einem Bad im Süden. Drei Räume waren mit Mosaiken ausgestattet. Im Bad gab es ein Mosaik mit Meerestieren. Ein Mosaik im Wohntrakt ist mit geometrischen Mustern dekoriert. Ein weiteres Mosaik zeigt die Göttin Venus im Hauptfeld. Dieses Mosaik gehört zu den bekanntesten Mosaiken aus der römischen Provinz Britannia (Britannien). Im Zentrum erscheint Venus, umgeben von Tieren in Halbkreisen. In den Feldern zwischen dem Mittelfeld und den Halbkreisen erscheinen menschliche Figuren. Die Venus im Mittelfeld ist nackt. In der Rechten hält sie einen goldenen Apfel, den sie bei einem Schönheitswettbewerb (Urteil des Paris) gewonnen hatte. Neben der linken Hand ist ein Spiegel dargestellt. Vor ihr sieht man eine Meeresjungfrau.
Bei den anderen Bauten, die zu diesem Haus gehören, handelt es sich meist um Werkstätten oder Stallungen. Nur ein weiterer Bau diente sicherlich Wohnzwecken und war mit drei weiteren Mosaiken ausgestattet. Zwei von ihnen zeigen geometrische Muster. Das dritte Mosaik zeigt in der Mitte einen Streitwagen; um ihn angeordnet finden sich vier Vögel und in den Ecken vier Büsten.